# 아르투로 카스트로 (멕시코의 배우)
아르투로 카스트로(Arturo Castro, 1918년 3월 21일 ~ 1975년 1월 1일)는 멕시코의 배우, 텔레비전 배우, 영화배우이다.
사카테카스주에서 태어났으며 멕시코에서 사망하였다. 사인은 심근 경색이다.

## 영화
- 레고 무비2 (2019년) - 아이스크림 콘 목소리 역
- 부시위크 (2017년)
- 디이드라 & 레이니 롭 어 트레인 (2017년)
- 빌리 린의 롱 하프타임 워크 (2016년)
- 페어 론 (2009년)
- 룩킹 포 팰라딘 (2008년)